# Melampsoridium betulinum

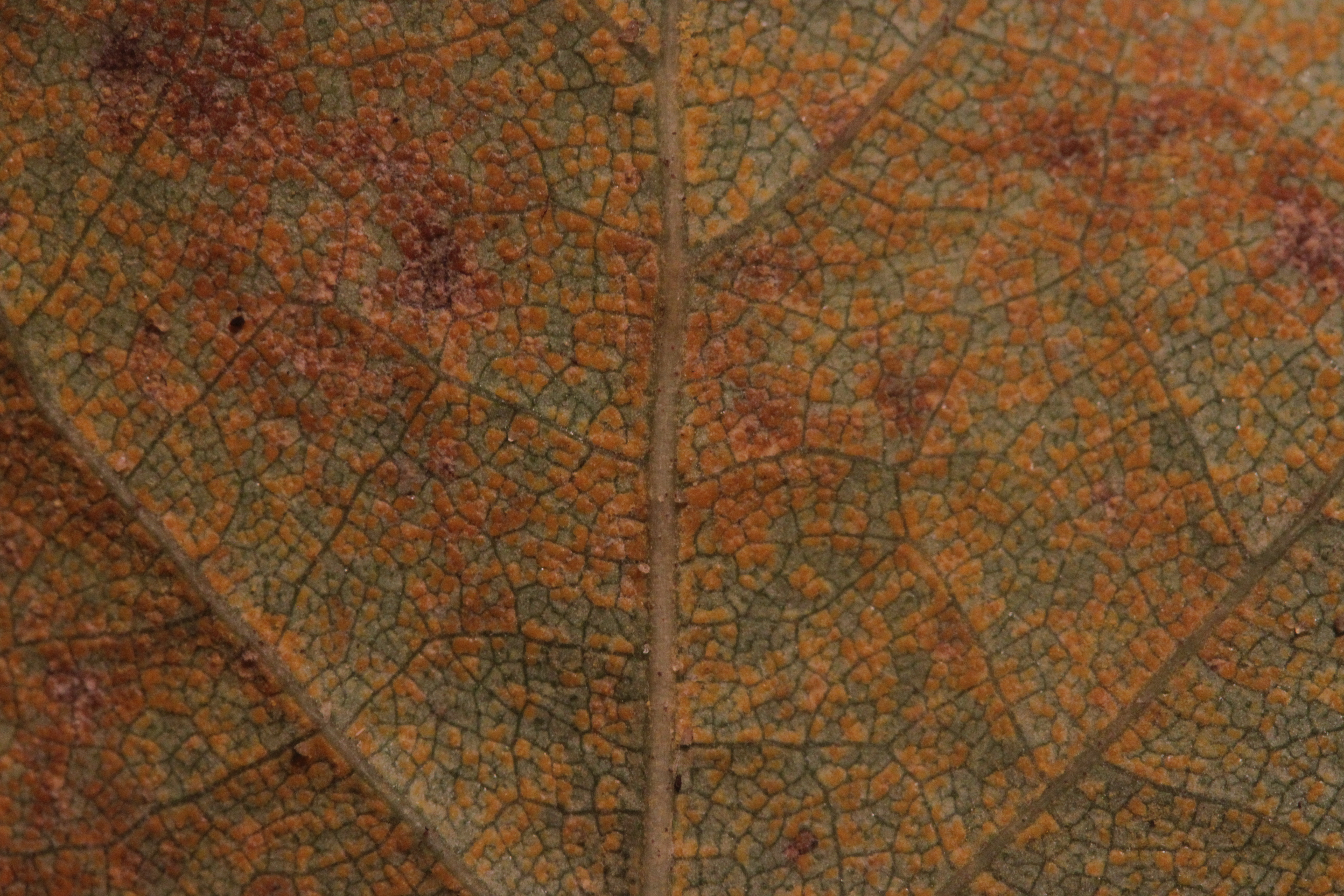
Uredinia na liściu brzozy

Melampsoridium betulinum (Pers.) Kleb. – gatunek grzybów z typu rdzowców (Pucciniales). Grzyb mikroskopijny pasożytujący na niektórych gatunkach drzew. Wywołuje u nich chorobę zwaną rdzą brzozy i modrzewia.

## Systematyka i nazewnictwo
Pozycja w klasyfikacji według Index Fungorum: Pucciniastraceae, Pucciniales, Incertae sedis, Pucciniomycetes, Pucciniomycotina, Basidiomycota, Fungi.
Po raz pierwszy zdiagnozował go w 1801 r. Christiaan Hendrik Persoon nadając mu nazwę Uredo populina ß betulina. Obecną, uznaną przez Index Fungorum nazwę nadał mu Heinrich Klebahn w 1874 r.

Synonimy:
- Lecythea betulina Plowr. 1889
- Melampsora betulina (Pers.) Tul. 1854
- Melampsoridium betulae Arthur
- Uredo longicapsula var. betulina (Pers.) DC.1815
- Uredo populina ß betulina Pers. 1801[3].

## Cykl życiowy i morfologia
Jest to pasożyt dwudomowy i rdza pełnocyklowa, wytwarzająca wszystkie typowe dla rdzowców rodzaje zarodników. Na modrzewiach (Larix) powstają spermogonia i ecja (modrzew jest żywicielem ecjalnym), na brzozach (Betula) i olchach (Alnus) uredinia i telia (są to żywiciele telialni).
Spermogonia na obydwu stronach liści, pod ich skórką, dość liczne, rozproszone, o średnicy 50–65 μm i wysokości 20–30 μm, stożkowe, spłaszczone, jasnożółte, Spermacja jajowate, o średnicy 1,5–2 μm.
Ecja na dolnej stronie liści, pojedynczo lub w podłużnych rzędach po jednej lub obu stronach nerwu. Mają szerokość 100–150 μm i długość 0,3–1 mm, wystają na 300–500 μm powyżej skórki. Ścianka owocnika wewnątrz czerwonawo-pomarańczowe, z czasem biaława, rozrywająca się na wierzchołku nieregularnym brzegiem. Zbudowane jest z romboidalnych komórek o rozmiarach 25-30 × 12–20 μm. Ich wewnętrzna ściana jest drobno brodawkowana, o grubości 2–3 μm, zewnętrzna o takiej samej grubości, gładka. Ecjospory 16-24 × 12–18 μm, kuliste lub elipsoidalne, o ścianie grubości 1–1,5 μm, drobno i gęsto brodawkowanej, z wyjątkiem małej gładkiej i nieco cieńszej powierzchni po jednej stronie.
Uredinia na dolnej stronie liści pod żółtymi plamami występującymi na górnej stronie liścia. Mają średnicę 0,1–0,5 mm, występują w rozproszeniu pod skórką rośliny. Perydia półkuliste, żółte, otwierające się na całej długości na wierzchołku. Zbudowane są z małych, wielokątnych komórek o rozmiarach 8–18 μm. Komórki na bokach perydiów są promieniowo wydłużone, komórki ostiolum jajowato-stożkowe i zwężające się w ostry wierzchołek. Urediniospory 22-38 × 9–15 μm, elipsoidalne lub maczugowate, o hialinowej ścianie grubości 1–1,5 μm, z odległymi kolcami, ale gładkie na wierzchołku.
Telia również na dolnej stronie liści, pod ich epidermą, rozproszone, często na całej powierzchni liścia, początkowo pomarańczowe, potem żółtobrązowe. Teliospory w warstwie podobnej do palisady. Mają rozmiary 30-52 × 8–16 μm, są pryzmatyczne, zaokrąglone na obu końcach. Ściana prawie bezbarwna, gładka, na bokach o grubości około 1 μm, na wierzchołku 2 μm.

## Występowanie
Występuje w Ameryce Północnej i Środkowej, Europie, Azji, Australii i Nowej Zelandii. W literaturze naukowej na terenie Polski podano dość liczne stanowiska (wszystkie na brzozach).
Jego żywicielami ecjalnymi są: Larix decidua, Larix gmelinii, Larix kaempferi, Larix laricina, Larix potaninii, Larix sibirica.
Żywicielami telialnymi są: Alnus cordata, Alnus glutinosa, Alnus incana, Alnus pendula, Alnus viridis, Betula humilis, Betula nana, Betula occidentalis, Betula ovalifolia, Betula payrifera, Betula pendula, Betula pubescens var. glabrata i var. tortuosa, Betula pumila, Betula utilis.